# Eeswar
Eeswar (Telugu: ఈశ్వర) – film w języku telugu, powstały na podstawie scenariusza i w reżyserii Jayant C Paranji. Film miał premierę 11 listopada 2002 i był debiutem zarówno dla Prabhasa, jak i dla Sridevi, córki aktorki Manjuli.

## Fabuła
Eeswar (Prabhas) jest półsierotą mieszkającym wraz z ojcem w slamsach. We współpracy z innymi mieszkańcami zajmują się oni nielegalną produkcją alkoholu z soku rośliny arrack. W czasie przewożenia towaru Eeswar spotyka Indu (Sridevi). Ojciec dziewczyny (K Ashok Kumar), miejscowy notabl, jest jednak śmiertelnym przeciwnikiem mezaliansów.

## Muzyka
| Tytuł            | Wykonawca                              |
| ---------------- | -------------------------------------- |
| Ameer Peta       | Patnaik R P                            |
| Gundello Vaalana | Rajesh, Usha                           |
| Kotaloni Rani    | Kausalya, Lenina, Nihaal, Rajesh, Usha |
| Innallu          | Rajesh, Usha                           |
| Olammo Olammo    | Patnaik R P, Usha                      |
| Dhindhirana      | Rajesh, Usha                           |